# Christoffer Källqvist
Christoffer Källqvist (* 26. August 1983) ist ein ehemaliger schwedischer Fußballspieler. Der Torwart, der mehrere schwedische Juniorennationalmannschaften durchlief, stieg mit BK Häcken zweimal in die Allsvenskan auf und bestritt für den Klub in seiner knapp 18 Jahre währenden Profikarriere insgesamt 474 Spiele.

## Werdegang
Källqvist entstammt der Jugend des Göteborger Klubs BK Häcken, dem er sich im Alter von vier Jahren angeschlossen hatte. 2001 rückte er als Ersatzmann von Joakim Olsson in den Kader der Männermannschaft auf und kam zu elf Erstligaeinsätzen. Am Ende der Spielzeit stieg der Klub in die Superettan ab, trotz des anschließenden Abgang Olssons blieb er zunächst zweiter Torhüter hinter dem neu verpflichteten Magnus Jonsson. Diesen konnte er in der Zweitligaspielzeit 2004 zwischen den Pfosten verdrängen und trug in 29 Saisonspielen zum Wiederaufstieg in die Allsvenskan bei. Parallel spielte er sich in die schwedische U-21-Auswahl, deren Stammtorhüter er in der Folge wurde.
Am Ende der Erstligaspielzeit 2006 belegte Källqvist mit seiner Mannschaft den Relegationsplatz. Nach zwei Niederlagen in den Spielen gegen IF Brommapojkarna musste sie erneut abstiegen. Verletzungsbedingt kam er in der folgenden Zweitligaspielzeit nur zu 13 Einsätzen und wurde durch Alexander Hysén ersetzt. In der Zweitligaspielzeit 2008 war er wieder Stammtorhüter und trug zum erneuten Aufstieg der Mannschaft um Spieler wie Paulinho, Mattias Östberg und Janne Saarinen bei. Im Februar 2009 verlängerte er seinen Vertrag beim Göteborger Klub bis 2011. In der anschließenden Spielzeit war er einer der Garanten, die zum Erreichen des fünften Tabellenplatzes beitrugen. Trotz Angeboten aus dem Ausland verlängerte er schließlich Anfang 2010 seinen Vertrag um zwei weitere Jahre bis Ende 2013. Auch in den folgenden Jahren war er weiterhin Stammtorhüter, ehe ihn der 2014 noch als Ersatztorwart verpflichtete Peter Abrahamsson im Laufe der Spielzeit 2015 zwischen den Pfosten verdrängte. In der Folge kam er nur noch vereinzelt zum Einsatz, im Oktober 2018 verkündete er auch nach vereinzelten Verletzungen sein Karriereende zum Saisonende und den anschließenden Wechsel ins Trainerteam. Sowohl beim Pokalsieg 2015/16 im Elfmeterschießen gegen Malmö FF als auch beim erneuten Titelgewinn 2018/19 nach einem 3:0-Erfolg über AFC Eskilstuna saß er auf der Ersatzbank. Im Spätsommer 2019 feierte er nochmals ein Comeback in der Allsvenskan, als Abrahamsson sowie Ersatztorhüter Jonathan Rasheed ausfielen und er beim 4:1-Erfolg über Falkenbergs FF das Tor hütete.